# Universidade de Njala
A Universidade de Njala (NU) é uma instituição de ensino superior pública serra-leonesa. localizada nas cidades de Njala e Bo, é a segunda maior universidade de Serra Leoa, depois do Fourah Bay College e também faz parte da Universidade de Serra Leoa. Foi estabelecida em 1964.